# Maria Tusch

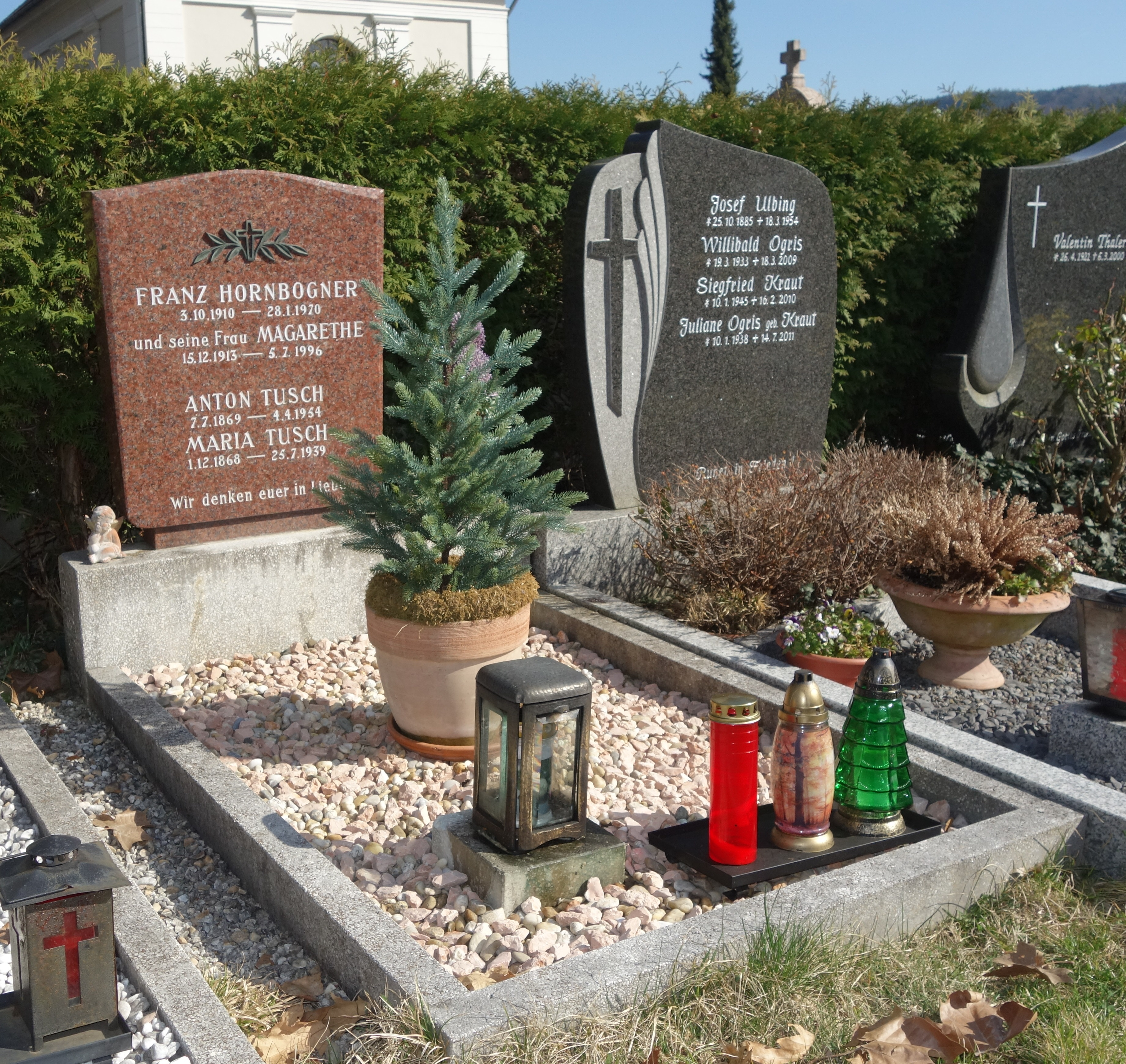
Grabstein von Maria Tusch am Friedhof St. Ruprecht

Maria Tusch, geborene Pirtsch (* 1. Dezember 1868 in Klagenfurt; † 25. Juli 1939 ebenda), war eine österreichische Arbeiterin und Politikerin der Sozialdemokratischen Arbeiterpartei. Sie gilt als eine der wichtigsten Vertreterinnen der Kärntner Arbeiterbewegung.

## Leben und Wirken
Maria Tusch war das Kind einer ledigen Magd, ihr Vater vermutlich ebenfalls Knecht. Sie hatte einen Bruder. Auf zwei Jahre Volksschulbesuch folgten im Jahr 1875 zwei Jahre Kinderarbeit in der Marienanstalt Maria Saal. Mit 12 Jahren, 1880, trat sie als Arbeiterin in die Klagenfurter Fabrik der Tabakregie ein und arbeitete dort als einfache Zigarettendreherin und Übernehmerin. Sie engagierte sich hier für bessere Arbeitsbedingungen sowie für eine Besserstellung der Frauen.
Tusch war Mitglied und Vertrauensperson im 1903 gegründeten Fachverein der Tabakarbeiter und -arbeiterinnen in Klagenfurt. Bei der Gründungsversammlung traten dem Verein 200 Arbeiterinnen aus der Tabakfabrik bei, die das größte Unternehmen Kärntens war und aus der viele sozialdemokratische Politikerinnen Kärntens kamen. Später wurde sie Betriebsrätin.
Sie heiratete den 1869 geborenen Anton Tusch, ebenfalls Sozialdemokrat und Werkführer bei der Klagenfurter Tabakfabrik. Das Paar adoptierte eine Tochter.
1910 wurde die sozialdemokratische Frauenorganisation Kärntens gegründet. Tusch war Vorsitzende des Frauenlandeskomitees für Kärnten, Obfrau der Tabakarbeiterschaft, Mitglied des Gemeindeausschusses St. Ruprecht bei Klagenfurt, Mitglied der Landesparteivertretung der SDAP Kärnten. Nach Ende des Ersten Weltkrieges war sie Vorsitzende des Kärntner Landesfrauenkomitees der SDAP und von 1919 bis 1920 Mitglied der Konstituierenden Nationalversammlung und danach in allen vier Legislaturperioden der Ersten Republik Abgeordnete zum Nationalrat. Hier vertrat sie vor allem Probleme ihrer Region sowie sozialpolitische und Fraueninteressen. So sprach sie sich u. a. gegen die strafrechtliche Verfolgung von Abtreibungen aus.
Durch die Errichtung des Ständestaats endete 1934 ihre politische Laufbahn. Tusch starb 71-jährig an den Folgen einer Lungenentzündung am 25. Juli 1939 in Klagenfurt. Sie wurde auf dem Friedhof Klagenfurt St. Ruprecht bestattet.

## Würdigung
Im Jahr 2012 wurde in Wien-Donaustadt (22. Bezirk) im Stadtentwicklungsgebiet Seestadt Aspern die Maria-Tusch-Straße nach ihr benannt.
Die Landeshauptstadt Klagenfurt vergibt seit 2020 den Maria Tusch Preis, einen Frauenpreis, der herausragendes Engagement für Mädchen und Frauen belohnen und sichtbarer machen soll. Laut Statuten ist das Ziel des Maria Tusch Preises, „feministische, frauenpolitische und gleichstellungsrelevante Initiativen mittels der damit verbundenen öffentlichen Aufmerksamkeit, finanziellen Unterstützung und politischen Anerkennung sichtbar zu machen. Gleichzeitig soll der Preis zum geschlechter-demokratischen Handeln ermutigen.“